# Gabriel Iancu
Gabriel Cristian Iancu (ur. 15 kwietnia 1994 w Bukareszcie) – rumuński piłkarz występujący na pozycji pomocnika lub napastnika w Viitorulu Konstanca.

## Kariera klubowa
Grę w piłkę nożną rozpoczął w wieku 7 lat w akademii Steauy Bukareszt. W latach 2006–2009 szkolił się w CSȘ Pajura i Concordii Chiajna. W wieku 15 lat przeszedł do Academii Gheorghe Hagi, pełniącej funkcję szkółki piłkarskiej Viitorulu Konstanca. W 2011 roku został włączony do kadry pierwszego zespołu Viitorulu, grającego w Liga II. 1 października 2011 zaliczył pierwszy mecz na poziomie seniorskim w wygranym 2:0 spotkaniu przeciwko FC Callatis Mangalia i rozpoczął od tego momentu regularne występy. Wiosną 2012 roku odbył wraz z kolegą klubowym Bogdanem Țîru tygodniową konsultację szkoleniową w AFC Ajax. W sezonie 2011/12 wywalczył z Viitorulem pierwszy w historii tego klubu awans do Liga I. 23 lipca 2012 zadebiutował w rumuńskiej ekstraklasie w zremisowanym 2:2 spotkaniu z FC Brașov. W rundzie jesiennej sezonu 2012/13 zanotował 6 goli w 18 występach, przez co uzyskał miano jednego z najbardziej perspektywicznych młodych zawodników w rumuńskiej piłce nożnej.
W grudniu 2012 roku został wykupiony za sumę 500 tys. euro przez Steauę Bukareszt, z którą podpisał pięcioletni kontrakt. W umowie zawarto kwotę odstępnego w wysokości 25 mln euro. W sezonie 2012/13 zdobył z tym klubem mistrzostwo kraju. W kolejnym sezonie rozpoczął regularne występy w Liga I, zadebiutował w Lidze Mistrzów UEFA i wywalczył kolejny tytuł mistrzowski oraz Superpuchar Rumunii, po wygranej 3:0 nad Petrolulem Ploeszti. W sezonie 2014/15 zdobył on mistrzostwo, puchar kraju, a także Puchar Ligi, strzelając gola w meczu finałowym przeciwko Pandurii Târgu Jiu (3:0). Latem 2015 roku trener Mirel Rădoi oznajmił, iż nie jest zadowolony z jego formy oraz zaangażowania w treningi i nie widzi dla niego miejsca w zespole. Po odpadnięciu z eliminacji Ligi Europy 2015/16 w dwumeczu z Rosenborg BK (0:3, 1:0), Iancu został odsunięty od pierwszej drużyny.
W sierpniu 2015 wypożyczono go na rok do tureckiego zespołu Kardemir Karabükspor. Po przyjściu do klubu rozegrał 4 ligowe spotkania w TFF 1. Lig i zdobył bramkę w meczu przeciwko Kayseri Erciyesspor, wygranym 3:0. Od listopada 2015 roku był stopniowo odsuwany od składu, jedyne występy notując w Pucharze Turcji. Po rundzie jesiennej sezonu 2015/16 Karabükspor zdecydował się skrócić okres jego wypożyczenia. Po powrocie do Rumunii władze Steauy Bukareszt oznajmiły, iż musi on szukać nowego pracodawcy. Wiosną 2016 roku Iancu rozpoczął treningi z Viitorulem Konstanca, z którym oficjalnie podpisał kontrakt po zakończeniu sezonu 2015/16. Przez kolejny rok zanotował 24 ligowe występy, w których zdobył 5 bramek. W ostatniej kolejce sezonu 2016/17 strzelił zwycięskiego gola w meczu przeciwko CFR 1907 Cluj (1:0), dzięki czemu Viitorul wyprzedził w tabeli Steauę Bukareszt, zdobywając pierwszy w historii tytuł mistrza Rumunii. Po zakończeniu rozgrywek pełniący funkcje trenera i prezydenta klubu Gheorghe Hagi nie przedłużył z nim umowy, tłumacząc to konfliktem pomiędzy obiema stronami.
Przez 4 kolejne miesiące Iancu pozostawał bez klubu, negocjując w tym czasie z Pafos FC i Hapoelem Ra’ananna. Na początku września 2017 roku podpisał dwuletni kontrakt z Bruk-Bet Termaliką Nieciecza. 23 września zadebiutował w Ekstraklasie w meczu z Lechią Gdańsk (2:1), w którym strzelił zwycięską bramkę, wykorzystując rzut karny w doliczonym do drugiej połowy czasie gry. W sezonie 2017/18, w którym zanotował 14 występów i zdobył 2 gole, spadł z Bruk-Bet Termaliką do I ligi. Wkrótce po tym opuścił zespół i jako wolny agent przeniósł się do FC Voluntari. Z powodu kontuzji i przedłużającej się rekonwalescencji przez pół roku zaliczył w barwach tego klubu jedynie 1 ligowy mecz przeciwko CS Universitatea Krajowa (1:3). W lutym 2019 roku przeniósł się do debiutującej w Liga I Dunărei Călărași, prowadzonej przez Dana Alexę. W sezonie 2018/19 był podstawowym zawodnikiem zespołu i spadł z Dunareą do Liga II. W czerwcu 2019 roku związał się dwuletnim kontraktem z Viitorulem Konstanca. W sezonie 2019/20 zdobył z 18 golami tytuł króla strzelców rumuńskiej ekstraklasy, ponadto zaliczył 8 asyst.

## Kariera reprezentacyjna
W latach 2010–2014 występował w młodzieżowych reprezentacjach Rumunii w kategorii U-17, U-19 oraz U-21. W sierpniu 2020 roku otrzymał od selekcjonera Mirela Rădoi pierwsze powołanie do seniorskiej reprezentacji Rumunii na mecze przeciwko Irlandii Północnej i Austrii w Lidze Narodów UEFA. 7 września zadebiutował w wygranym 3:2 spotkaniu z Austrią w Klagenfurt am Wörthersee, w którym wszedł na boisko w 40. minucie za kontuzjowanego Cipriana Deaca.

## Kontrowersje
W maju 2012 roku po meczu przeciwko Serbii U-19 w Nowym Sadzie (0:3), bez wiedzy sztabu szkoleniowego, opuścił on wraz z grupą piłkarzy hotel, do którego powrócił w stanie upojenia alkoholowego. Obsługa hotelowa doniosła również o zdemolowanych przez zawodników pokojach. W konsekwencji otrzymał od komisji dyscyplinarnej FRF karę zawieszenia na pół roku, która została anulowana po 4 miesiącach. W czerwcu 2013 roku po spotkaniu z Wyspami Owczymi U-21 w Toftir (2:2) został wraz z Nicolae Stanciu oskarżony o spożywanie alkoholu podczas trwania zgrupowania. We wrześniu 2013 roku został przez trenera Bogdana Steleę wykluczony z reprezentacji U-21 za samowolne opuszczenie zgrupowania. Wskutek tego nie otrzymywał kolejnych powołań do momentu zakończenia kadencji Stelei; ponadto władze Steauy Bukareszt nałożyły na niego karę finansową w wysokości 100 tys. euro.

## Sukcesy

### Zespołowe
Steaua Bukareszt
- mistrzostwo Rumunii: 2012/13, 2013/14, 2014/15
- Puchar Rumunii: 2014/15
- Superpuchar Rumunii: 2013
- Puchar Ligi: 2014/15

Viitorul Konstanca
- mistrzostwo Rumunii: 2016/17
- Superpuchar Rumunii: 2019

### Indywidualne
- król strzelców Liga I: 2019/20 (18 goli)